# Бетпуэ
Бетпуэ́ (фр. Betpouey, окс. Bèthpuei) — коммуна во Франции, находится в регионе Юг — Пиренеи. Департамент — Верхние Пиренеи. Входит в состав кантона Люс-Сен-Совёр. Округ коммуны — Аржелес-Газост.
Код INSEE коммуны — 65089.

## География
Коммуна расположена приблизительно в 690 км к югу от Парижа, в 140 км юго-западнее Тулузы, в 39 км к югу от Тарба.
На севере коммуны протекает река Бастан.

## Климат
Климат умеренно-океанический с солнечной тёплой погодой и обильными осадками на протяжении практически всего года.

## Население
Население коммуны на 2010 год составляло 111 человек.
| 1962 | 1968 | 1975 | 1982 | 1990 | 1999 | 2010 |
| ---- | ---- | ---- | ---- | ---- | ---- | ---- |
| 248  | 226  | 175  | 160  | 149  | 128  | 111  |

## Администрация
| Период | Период | Фамилия           | Партия       | Примечания |
| ------ | ------ | ----------------- | ------------ | ---------- |
| 2001   | 2020   | Бернар Субербьель | беспартийный |            |

## Экономика
В 2010 году среди 77 человек трудоспособного возраста (15-64 лет) 59 были экономически активными, 18 — неактивными (показатель активности — 76,6 %, в 1999 году было 83,3 %). Из 59 активных жителей работали 58 человек (32 мужчины и 26 женщин), безработным был 1 мужчина. Среди 18 неактивных 5 человек были учениками или студентами, 7 — пенсионерами, 6 были неактивными по другим причинам.

## Достопримечательности
- Церковь Св. Лаврентия (XII век)

## Фотогалерея
- Церковь Св. Лаврентия
- Статуя Богоматери
- Военный мемориал
- Фонтан
- Карта коммуны